# Décision (baseball)
 (juillet 2025).
- Si vous ne connaissez pas le sujet, laissez ce bandeau (vous pouvez alors contacter les auteurs).
- Si vous supprimez le contenu mis en cause (vous pouvez préalablement contacter les auteurs),

argumentez précisément cette suppression dans la page de discussion
(un manque de référence n'est pas un argument ; une recherche réelle de référence doit avoir été effectuée, être formellement documentée).
Une décision est une statistique concernant les lanceurs au baseball. Il existe deux types de décisions : une victoire et une défaite.

## Description
Dans chaque partie de baseball faisant un vainqueur, un lanceur est déclaré lanceur gagnant et un autre, de l'équipe adverse, lanceur perdant. Pour mériter une victoire, un lanceur partant doit avoir complété au moins les cinq premières manches du match (dans une partie durant au minimum six manches) avant d'être retiré de la partie. S'il quitte la partie avec son équipe en avance au pointage, et que les lanceurs qui lui succèdent au monticule préservent cette avance jusqu'à la fin de la rencontre, il sera crédité de la victoire. Un lanceur de relève, à l'inverse, n'a besoin d'aucun minimum de manches de travail au monticule pour être crédité d'une décision, quelle qu'elle soit.
À chaque fois qu'un lanceur partant ou un lanceur de relève entre dans la partie avec son équipe en avance ou avec une égalité au pointage (incluant le début du match pour un lanceur partant) et quitte avec son club en déficit dans le score, il risque d'être crédité de la défaite.
Pour un lanceur, le fait de se voir octroyer une décision, victoire ou défaite, ne dépend pas uniquement de son efficacité dans une partie donnée. L'habileté de son équipe à marquer des points ainsi que la qualité du travail des autres lanceurs appelés à jouer dans cette partie influencent grandement sur la décision qui sera portée à la fiche du lanceur, et affectera en conséquence son dossier victoires-défaites lors d'une saison de baseball. C'est pourquoi d'autres statistiques (comme la moyenne de points mérités et la WHIP) sont, entre autres, de meilleurs indicateurs de la qualité d'un lanceur que le nombre de victoires ou de défaites portées à sa fiche, le nombre de décisions reçues au total, ou son ratio victoires-défaites.
Le lanceur gagnant et le lanceur perdant d'une partie de baseball sont appelés « lanceurs de décision ». On utilise parfois le terme « lanceur de décision » en cours de match lorsque, par exemple, un lanceur quitte la partie avec son équipe en avance dans le score et qu'il est assumé qu'il sera le lanceur gagnant si les releveurs peuvent préserver cette avance jusqu'à la fin.